# Democratische Volkspartij (Hongarije)
De Democratische Volkspartij was een Hongaarse christendemocratische partij.
De Democratische Volkspartij werd in november 1944 opgericht in het bevrijde deel van Hongarije als de Christendemocratische Volkspartij. In april 1945 nam het de naam Democratische Volkspartij aan. Tot september 1945 werd de partij geleid door József Graf Pálffy. De laatste scheidde zich echter in september 1945 van de partij af en stichtte de links-liberale Burgerlijke Democratische Partij.
De Democratisch Volkspartij manifesteerde zich als een progressieve christendemocratische partij en haar leiders kwamen voort uit de (rooms-katholieke) intelligentsia. István Barankovics, de partijleider en zelf een intellectueel liet zich leidden door het personalistisch gedachtegoed van de Franse christendemocraten. De partij kon niet rekenen op de steun van de Hongaarse primaat, József kardinaal Mindszenty en de hogere clerus. De partij deed niet onafhankelijk mee aan de verkiezingen van 1945, maar twee van haar kandidaten die op de lijst van de Partij van Kleine Landbouwers stonden, werden in het parlement gekozen.
In jaren 1945-1947 trok de partij een aantal Protestanten aan en ging het allianties aan met kleinere christelijke partijen. Voor de verkiezingen van 1947 ging de partij een alliantie aan met Christen-socialisten en bij de verkiezingen van 31 augustus 1947 kreeg de alliantie 69 zetels (16%) en werd het de grootste oppositiepartij. In juni 1948 stemde de partij tegen de nationalisatie van het onderwijs door de communistische regering en na de arrestatie van de Hongaarse primaat Mindszenty protesteerde de partij hevig. Een groot deel van haar parlementariërs vluchtte of emigreerde in 1948 naar het buitenland. In februari 1949 hief de partij zichzelf op.